# Seconda divisione brasiliana di rugby a 15
La seconda divisione brasiliana di rugby a 15 è un torneo di rugby a 15 del Brasile gestito dalla CBRu.
Durante il corso degli anni il torneo di seconda divisione, chiamato con vari nomi: Serie B, Coppa del Brasile, Taça Tupie e con varie formule e numero di partecipanti.

Nel 2023 il campionato ritorna dopo tre anni di stop dovuti alla pandemia di COVID-19, con un nuova formula che prevede due fasi, Torneio de Accesso che da l'accesso al Qualificatorio che decidera le promozioni e retrocessioni in prima divisione o Super12. . 

## Campionati
| Anno              | Campione      | Ris. Finale      | Seconda Clas. |
| ----------------- | ------------- | ---------------- | ------------- |
| Serie B           |               |                  |               |
| 2004              | Niterói       | Girone           | SPAC          |
| 2005              | SPAC          | 25 – 17          | Niterói       |
| 2006              | Rio Branco    | Girone           | SPAC          |
| Coppa del Brasile |               |                  |               |
| 2007              | BH Rugby      | Girone           | Orixás Bahia  |
| 2008              | SPAC          | 15 – 10          | Pasteur       |
| 2009              | BH Rugby      | 21 – 18 (d.t.s.) | San Diego     |
| 2010              | Farrapos      | 30-0             | Federal       |
| 2011              | Ilhabela      | 22 – 7           | Goiânia       |
| 2012              | Tornados      | 12-6             | Alecrim       |
| 2013              | Alecrim       | 33 – 7           | Charrua       |
| Taça Tupi         |               |                  |               |
| 2014              | Jacareí       | 33 – 0           | Serra         |
| 2015              | Niterói       | 32 – 26          | San Diego     |
| 2016              | Jacareí       | 14-12            | Poli Rugby    |
| 2017              | Band Saracens | 41-26            | Charrua       |
| 2018              | Tornados      | 28-27            | Serra Gaúcha  |
| 2019              | Joaca Rugby   | Girone           | BH Rugby      |

### Nuova formula
La nuova formula prevede tre campionati regionali.
| Anno | Taça Sul | Taça SP-PR       | Taça Rio-Minas |
| ---- | -------- | ---------------- | -------------- |
| 2023 | URTC     | Piracicaba Rugby | Niterói        |
| 2024 | Colonos  | Engenharia/Leões | Rugby Rio      |